# Karthala
Karthala är en vulkan i Komorerna. Den ligger i distriktet Grande Comore, i den västra delen av landet, 12 km sydost om huvudstaden Moroni. Toppen på Karthala är 2 361 meter över havet. Karthala ligger på ön Grande Comore.
Karthala är den högsta punkten på ön. Vulkanens topp saknar växtlighet och i lägre delar av berget växer i huvudsak städsegrön lövskog.